# Idaea vacillata
Idaea vacillata là một loài bướm đêm trong họ Geometridae.